# Eduardo Saverin

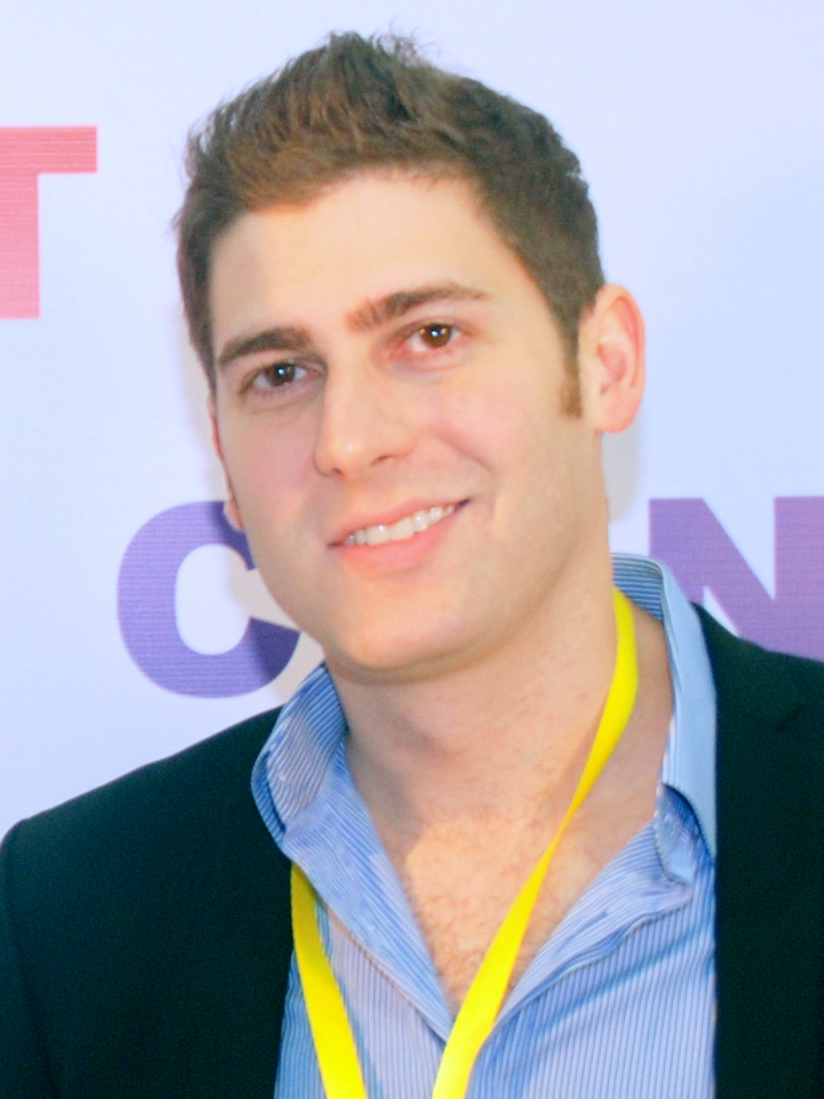
Eduardo Saverin (2012)

Eduardo Luiz Saverin (* 19. März 1982 in São Paulo, Brasilien) ist neben Mark Zuckerberg, Dustin Moskovitz, Christopher Hughes und Andrew McCollum einer der Gründer von Facebook. 2006 machte er seinen Abschluss in Wirtschaftswissenschaften an der Harvard-Universität. Seit 2009 lebt er in Singapur.

## Leben
Saverin wurde in Brasilien geboren und siedelte mit seiner wohlhabenden Familie Mitte der 1990er nach Miami, Florida, Vereinigte Staaten über. Während seines letzten Jahres an der Harvard-Universität wurde er Mitgründer von Facebook. Im darauf folgenden Sommer arbeitete er für das Finanzwesen von Facebook. Aufgrund von Meinungsverschiedenheiten mit Zuckerberg distanzierte er sich jedoch von dem in Silicon Valley schnell wachsenden Unternehmen. Nachdem Investoren, vor allem PayPal-Mitbegründer Peter Thiel, die Kontrolle über die finanziellen Bedürfnisse des Unternehmens übernahmen und Zuckerberg als Chief Executive Officer (CEO) unterstützten, verlor Saverin seinen Einfluss auf Facebook.
Sein Ausscheiden aus Facebook war Gegenstand eines gerichtlichen Verfahrens, das mit einem Vergleich endete, bei dem Saverin eine Abfindung in unbekannter Höhe zugesprochen wurde. Später wurde ihm das Recht zugesprochen, dass sein Name neben denen der anderen Gründer mitaufgeführt wird.
Saverin gab vor dem geplanten Börsengang von Facebook, der am 18. Mai 2012 stattfand, seine US-amerikanische Staatsbürgerschaft auf und ließ sich in Singapur einbürgern. Als Grund gab er an, dass es praktischer sei, Singapurer zu sein, da er bis auf weiteres dort leben möchte. Durch Ablegen seiner US-amerikanischen Staatsbürgerschaft und Annahme der singapurischen wird Saverin einen großen Betrag an Steuern sparen können. Saverin verneint, dass es ihm darum gegangen sei. Saverins Anteil an Facebook beträgt zurzeit 6,3 Prozent, was einem Wert von mehreren Milliarden US-Dollar entspricht.
Im Film The Social Network wird er von Andrew Garfield gespielt.

## Vermögen
Eduardo Saverin ist Milliardär. Auf der Forbes-Liste 2025 wird sein Vermögen mit ca. 42 2 Mrd. US-Dollar angegeben.